# Hayato Hirose
Hayato Hirose (Japans: 広瀬勇人, Hirose Hayato) (Tokio, 1974) is een Japans componist en dirigent.

## Levensloop
Op 20-jarige leeftijd begon hij te componeren. Sindsdien heeft hij talrijke prijzen en onderscheidingen ontvangen, onder andere op de wedstrijd voor jonge componisten in de Japanse afdeling van de ISCM (International Society for Contemporary Music), het Internationale Kamermuziek-compositieconcours en de wedstrijd "KYOEN - The Prosperous Future for Band into the 21st Century". Verder kreeg hij opdrachten uit verschillende landen, waaronder Japan, de Verenigde Staten van Amerika, Canada, Duitsland, Frankrijk en Nederland.
Naast zijn carrière als componist heeft hij de premières van talrijke composities gedirigeerd. Hij was ook tweede dirigent bij het Greater Marlborough Symphony Orchestra, het Boston Conservatory Repertoire Orchestra en dirigent van het Chorus Boston (een internationale gemengd koor). Hirose behaalde zijn diploma aan het Boston Conservatorium en deed verdere studies aan het Tokyo Conservatorium Shobi. Tegenwoordig studeert hij aan het Lemmensinstituut te Leuven in België bij de componist Jan Van der Roost. Verdere leraren waren Andy Vores, John Clement Adams en Yoriaki Matsudaira. Orkestdirectie studeerde hij onder andere bij Peter Cokkinias en hoorn bij Hiroshi Yamagishi. Hij is ook lid van de nationale federatie voor componisten in de Verenigde Staten (NACUSA).

## Composities

### Werken voor orkest
- 2002 Overture voor orkest

### Werken voor harmonieorkest
- 1998 Captain Marco
- 2001 The Bremen town musicans naar Grimms sprookjes
- 2003 American Overture for Concert Band
- 2004 Pirate's Dream
  1. Introduction and Depature
  2. Banquet in the Foreign Land
  3. Longing in the Moon Light
  4. Hurricane and Treasure Island
- 2005 Norman Rockwell Suite
  1. The Marriage License
  2. Shuffleton's Barbershop
  3. Christmas Homecoming
- 2006 Tower of Babel
  1. Tower of Babel
  2. Settlers from the East
  3. Building the Tower
  4. Hope
  5. God's Worry
  6. Confusion
  7. Dispersion
- 2007 Alice's Adventures in Wonderland
- 2007 Fantasy for Marimba and Concert Band
- 2008 Glory of David
- 2008 Arcadia
- 2008 Commitment to Courage
- 2008 Toward the Future
- 2009 The Milky Way Express
- Marching Blues
- Moment Musical

### Kamermuziek
- 2008 At the Spring Lane voor saxofoonkwartet